# La Comédie de Terracina
La Comédie de Terracina est un roman de Frédéric Vitoux paru le 30 septembre 1994 aux éditions du Seuil et ayant reçu le grand prix du roman de l'Académie française la même année.

## Résumé
Henri Beyle arrive à Terracina en 1816. Cette commune marquait la frontière entre les États pontificaux et le royaume de Naples. Il loge avec un comte milanais en exil et une femme esseulée.

## Éditions
- La Comédie de Terracina, éditions du Seuil, 1994  (ISBN 2020202735).